# Parham (Antigua en Barbuda)
Parham is de hoofdplaats van de parish Saint Peter in Antigua en Barbuda.
In 2001 telde Parham 1.491 inwoners.